# عائلة جاسترين
جاسترين وكولسيتوسكينين (CCK) هما نوعان مرتبطان من الناحيتين البنيوية والوظيفية من هرمونات ببتيد التي تعمل كمنظمات هرمونية للعديد من العمليات الهضمية والسلوكيات الغذائية.
كذلك يعرفان بتعجيل الإفرازات المعدية وتحفيز الإفرازات البنكرياسية وزيادة الدورة الدموية والإفرازات المائية داخل المعدة والأمعاء وتحفيز انقباض العضلة الملساء. توجد هذه الهرمونات في الأساس داخل القناة الهضمية، كما ثبت وجودها في أجزاء عديدة من الجهاز العصبي.
مثل كثير من أحماض الببتيد الفعالة الأخرى، يتم تخليقها كسلائف بروتينية أكبر حجمًا يتم تحويلها عن طريق الإنزيم إلى مراحل الشكل الناضج. كذلك توجد في أشكال جزيئية عديدة نظرًا للمعالجة بعد الانتقالية محددة الأنسجة.
النشاط البيولوجي للجاسترين وCCK مرتبط برواسب الطرف الكربوني الخمسة الأخيرة. توجد رواسب تيروزين مكبرتة محفوظة في موضع أو موضعين لأسفل.
لنفس العائلة ينتمي ببتيد كايرولين جلد البرمائيات وببتيدات لوكوسولفاكينين 1 و2 (LSK) في الصراصير والدروسولفاكينات 1 و2 والسيونين لمتشابهة الكولسيتوسكينين المفترضة في ذبابة الفاكهة سوداء البطن وببتيد وسيونين الدواجن الشبيه بالجاسترين والكولسيتوسكينين والببتيد العصبي من نافورة البحر المنعزلة الحبلية.

## البروتينات البشرية من هذه العائلة
كولسيتوسكينين؛    جاسترين؛